# Жан Батист Шарко
Жан Батист Огюст Етиен Шарко (на френски: Jean Baptiste Etienne Auguste Charcot) е френски лекар, океанограф, полярен изследовател.

## Ранни години (1867 – 1902)
Роден е на 15 юли 1867 година в Ньой сюр Сен, Франция, в семейството на известния невролог Жан-Мартен Шарко. През 1888 завършва медицинско училище и служи в подразделенията на алпийските стрелци като фелдшер. Едновременно с това, до смъртта на баща си през 1893, му асистира в медицинската му дейност в различни европейски страни. През 1895 защитава докторска дисертация по медицина на тема „Прогресираща мускулна дистрофия“. Активно се занимава със спорт и през 1894 става шампион на Франция по ръгби с отбора на „Стад Франсе“. През 1896 се жени за Жана Юго, внучката на Виктор Юго.
През 1892 става собственик на първата си яхта, а след това постепенно увеличава техните размери, като става опитен мореходец. През 1901 г., със своята яхта, провежда океанографски изследвания в района на Хебридските, Шетландските и Фарьорските о-ви, а през 1902 получава звание на морски офицер и плава до Исландия и остров Ян Майен.

## Експедиционна дейност (1903 – 1914)

### Първа Антарктическа експедиция (1903 – 1905)
През 1903 – 1905 възглавява френска антарктическа експедиция на кораба „Франсе“, като изследва около 1000 км от западното крайбрежие на п-ов Земя Греъм. Инициатор е за назоваването на крайбрежното море на името на Фадей Белинсхаузен – Белинсхаузен. След благоприятно зимуване, през 1904 – 1905 открива островите Думер (64°52′ ю. ш. 63°35′ з. д. / 64.866667° ю. ш. 63.583333° з. д.) и Жубен (64°52′ ю. ш. 64°23′ з. д. / 64.866667° ю. ш. 64.383333° з. д.), архипелага Мелхиор (64°25′ ю. ш. 63°07′ з. д. / 64.416667° ю. ш. 63.116667° з. д.), п-ов Пастьор (64°06′ ю. ш. 62°25′ з. д. / 64.1° ю. ш. 62.416667° з. д.), Бряг Лубе (66º 30` – 68º ю.ш.) и Земя Шарко. След завръщането си донася 75 сандъка с материали и експонати за Парижкия музей по естествена история и след тяхната обработка издава книгата: „Le „Français“ au pôle Sud“ (1906).

### Втора антарктическа експедиция (1908 – 1910)
През 1908 – 1910 ръководи нова експедиция на караба „Пуркуа-Па“ в море Белинсхаузен, по време на която през 1909 открива остров Шарко (69°45′ ю. ш. 75°15′ з. д. / 69.75° ю. ш. 75.25° з. д.) и залива Маргьорит (68°30′ ю. ш. 68°00′ з. д. / 68.5° ю. ш. 68° з. д.). По време на двете експедиции извършва изследвания по океанография, метеорология, зоология и ботаника. През 1910 излиза книгата му “Le „Pourquoi-Pas?“ dans l'Antarctique“, третираща изследванията му по време на втората антарктическа експедиция.
През 1911 извършва океанографски изследвания в протока Ла Манш.

## Участие в Първата световна война (1914 – 1918)
От началото на Първата световна война Шарко служи в морската болница в Шербур, но през 1915 е назначен за командир на кораб за борба с подводници и до края на войната се занимава с противоподводната отбрана на бреговете на Бретан и Нормандия. Награден е с френски и британски ордени.

## Нови океанографски изследвания и смърт (1918 – 1936)
От 1918 до 1925 се занимава с литоложки изследвания в Северно и Балтийско море и Бискайския залив.
През 1928 участва в търсенето на изчезналия самолет на Руал Амундсен.
От 1926 до 1936 изследва крайбрежието на Гренландия. В периода 1934 – 1936 се занимава с подготовката на материалите за експедицията на Пол Емил Виктор във вътрешността на острова. При завръщането си от Гренландия, на 16 септември 1936, корабът му попада в буря и потъва недалеко от бреговете на Исландия, като се спасява само един моряк. Трагично загиналия в морето Шарко е погребан на 12 октомври в парижкото гробище Монмартър.

## Награди, звания и памет
Член на Френската академия на науките от 1926, член на Френската академия на медицинските науки, член на Френската военноморска академия от 1929, носител на Ордена на почетния легион.
Неговото име носят:
- връх Шарко, на остров Кергелен;
- залив Шарко (63°48′ ю. ш. 59°35′ з. д. / 63.8° ю. ш. 59.583333° з. д.) на северозападното крайбрежие на Антарктическия п-ов;
- залив Шарко (76°10′ ю. ш. 162°30′ и. д. / 76.166667° ю. ш. 162.5° и. д.) на море Рос, на брега на Земя Виктория;
- Земя Шарко (71°45′ с. ш. 31°00′ з. д. / 71.75° с. ш. 31° з. д.) в източната част на Гренландия;
- остров Шарко (69°45′ ю. ш. 75°15′ з. д. / 69.75° ю. ш. 75.25° з. д.) в море Белингсхаузен, край западния бряг на Антарктическия п-ов;
- проток Шарко (48°40′ ю. ш. 68°50′ и. д. / 48.666667° ю. ш. 68.833333° и. д.) отделящ остров Кергелен на югоизток от о-вите Нюажьоз на северозапад.